# ماريندوك
ماريندوك (بالإنجليزية: Marinduque) هي محافظة تقع في الفلبين في ميماروبا. يقدر عدد سكانها بـ 227,828 نسمة ومساحتها 952.58 كم2 .